# Mumias
Mumias ist eine Kleinstadt im Kakamega County im Westen von Kenia, zwischen Mount Elgon und dem Victoriasee gelegen. Mumias hat inklusive der semi-urbanen Außenbezirke Ekero, Lureko, Matawa und die Siedlungen um die Zuckerfabrik ca. 64.000 Einwohner. Direkt in der Stadt leben rund 23.000 Einwohner. Bis zu deren Auflösung war Mumias die Hauptstadt der Mumias Division im Butere/Mumias District.
Die Stadt ist über Straßenverbindungen mit Kakamega im Osten, Busia im Westen, Bungoma im Norden und Butere im Süden verbunden. Außerdem befindet sich hier ein kleiner Flughafen.

## Wirtschaft
Mumias Wirtschaft basiert in erster Linie auf der Zuckerproduktion, die Mumias Sugar Company war bis 2021 Hauptarbeitgeber der Region und mit einem Marktanteil von 60 % führender Zuckerhersteller Kenias. Die Firma wurde 2021 geschlossen. Infolgedessen stieg die Arbeitslosigkeit in der Stadt stark an.

## Geschichte
Mumias entstand in der zweiten Hälfte des 19. Jahrhunderts als Sitz von nabongo Mumia, einem chief der Wanga. Mumia hatte sich unter den luhyasprachigen Gruppen eine besondere Position errungen. Durch die strategisch geschickte Lage seiner Hauptstadt knüpfte er diplomatische Kontakte mit Karawanenhändlern von der Küste und wurde zum Anlaufpunkt für Elfenbein- und Sklavenkarawanen, die hier rasteten und sich vor der Weiterreise mit Lebensmitteln versorgten.  Auch zu den britischen Missionaren und Reisenden, die gegen Ende des 19. Jahrhunderts auf den Routen der Karawanen nach Mumias gelangten, knüpfte Mumia lohnende Allianzen. Mumias wurde zum zentralen Basislager der den ersten Weißen nachfolgenden britischen Administratoren. Mumia versorgte sie mit Lebensmitteln und stellte ortskundige Führer und Krieger zur Verfügung, die Briten wiederum trugen mit militärischer Unterstützung zum Ausbau seiner Territorien, seiner Macht und seines Ansehens bei.
1895 errichtete Charles William Hobley in Mumias den ersten festen Verwaltungsposten der kolonialen Administration in Westkenia.  Mumia stellte Krieger für Strafexpeditionen gegen benachbarte Völker zur Verfügung und wurde dafür von den Briten zum Paramount Chief ernannt.